# Merideth Boswell
Merideth Boswell (...) è una scenografa statunitense, molto conosciuta per i suoi lavori al fianco del regista Oliver Stone.
Per Stone ha creato le scenografie di Tra cielo e terra, Gli intrighi del potere - Nixon, U Turn - Inversione di marcia e Assassini nati - Natural Born Killers. Ha lavorato anche a fianco di Ron Howard in Apollo 13 e in film di successo al botteghino come Il grande Joe e Il Grinch con Jim Carrey.

## Filmografia
- Dice lui, dice lei (1991)
- Zandalee (1991)
- La pistola nella borsetta (1992)
- Assassini nati - Natural Born Killers (1994)
- Un colpo da campione (1994)
- Apollo 13 (1995)
- Gli intrighi del potere - Nixon (1995)
- Music Graffiti (1996)
- U Turn - Inversione di marcia (1997)
- Il grande Joe (1998)
- EdTV (1999)
- Il Grinch (2000)
- Bandits (2001)
- The Homesman, regia di Tommy Lee Jones (2014)